# Simulium savici
Simulium savici es una especie de insecto del género Simulium, familia Simuliidae, orden Diptera.
Fue descrita científicamente por Baranov, 1937.